# Lake Brownwood
Lake Brownwood és una concentració de població designada pel cens dels Estats Units a l'estat de Texas. Segons el cens del 2000 tenia 1.694 habitants.

## Demografia
Segons el cens del 2000, Lake Brownwood tenia 1.694 habitants, 723 habitatges, i 493 famílies. La densitat de població era de 114,3 habitants/km².
Dels 723 habitatges en un 25,3% hi vivien nens de menys de 18 anys, en un 56,4% hi vivien parelles casades, en un 9,1% dones solteres, i en un 31,7% no eren unitats familiars. En el 27,7% dels habitatges hi vivien persones soles l'11,3% de les quals corresponia a persones de 65 anys o més que vivien soles. El nombre mitjà de persones vivint en cada habitatge era de 2,34 i el nombre mitjà de persones que vivien en cada família era de 2,8.
Per edats la població es repartia de la següent manera: un 23% tenia menys de 18 anys, un 7,1% entre 18 i 24, un 24,3% entre 25 i 44, un 28,7% de 45 a 60 i un 16,9% 65 anys o més.
L'edat mediana era de 42 anys. Per cada 100 dones de 18 o més anys hi havia 98,6 homes.
La renda mediana per habitatge era de 26.286 $ i la renda mediana per família de 29.280 $. Els homes tenien una renda mediana de 25.380 $ mentre que les dones 17.946 $. La renda per capita de la població era de 13.289 $. Aproximadament el 18,4% de les famílies i el 17,7% de la població estaven per davall del llindar de pobresa.

## Poblacions més properes
El següent diagrama mostra les poblacions més properes.